# BSA M20
La BSA M20 est une moto britannique fabriquée par BSA dans son usine de Small Heath, Birmingham. Considérée à l'origine comme un quasi-échec par le War Office en 1936, la M20 est devenu l'une des motocyclettes les plus anciennes de l'histoire de la moto militaire britannique et le type le plus produit pour la Seconde Guerre mondiale avec 126 000 exemplaires en service actif.  Beaucoup de ces motos sont encore utilisés dans le monde entier. 

## Développement

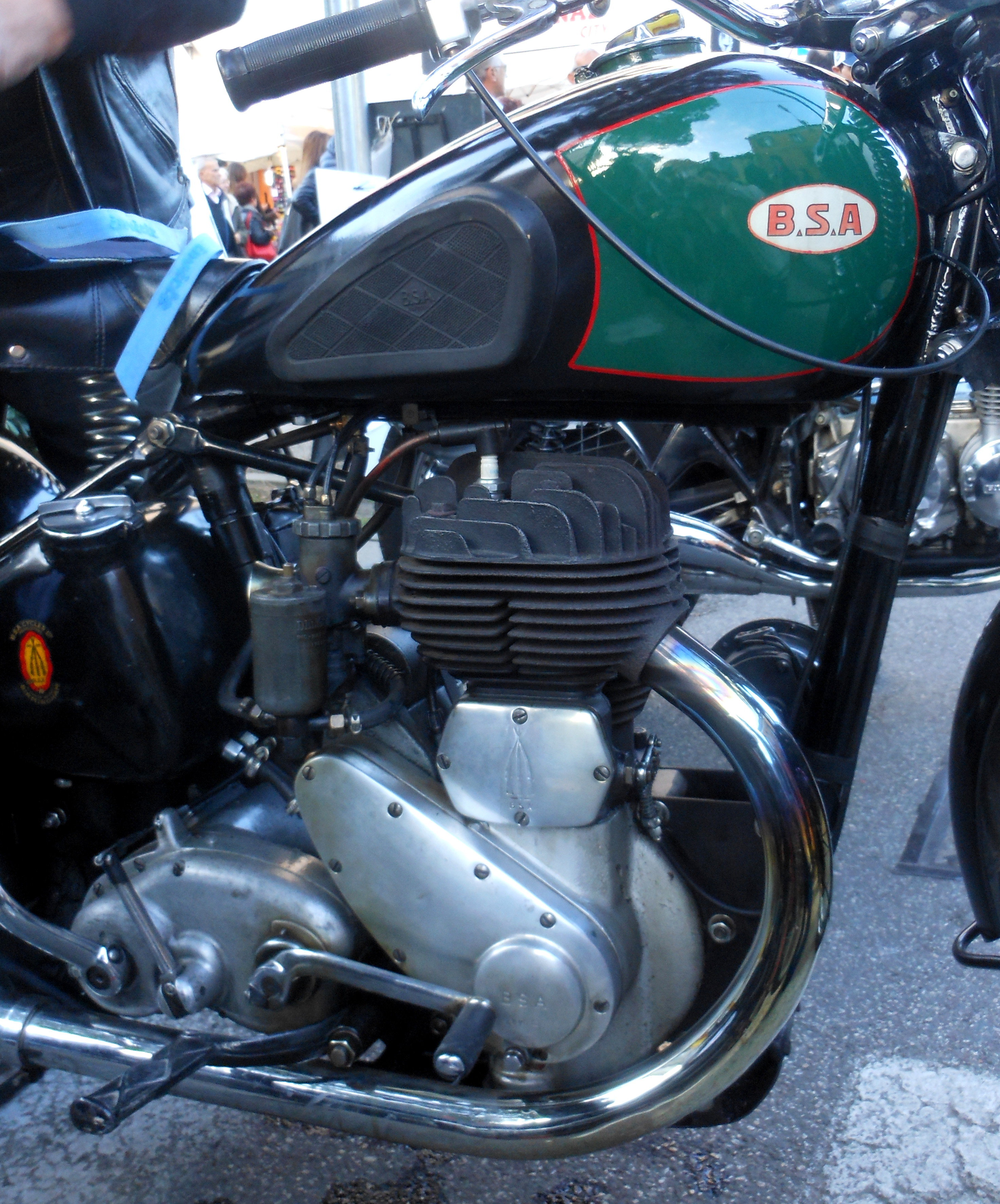
Moteur monocylindre de la M20

Au début de la Seconde Guerre mondiale, BSA était le plus grand fabricant britannique de motos avec une longue histoire d'approvisionnement en armements pour les forces armées. Conçu par Val Page, la BSA M20 a commencé son développement en 1937 en tant que modèle de side-car à cadre lourd avec un simple moteur monocylindre à soupape latérale de 500 cm3. Ce moteur avait une faible compression et beaucoup de couple à bas régime grâce à une boîte de vitesses BSA standard. 
Les premiers modèles K-M20 de 1939 étaient fabriqués à partir de pièces civiles standard avec l'ajout d'accessoires militaires, tels qu'un grand phare Lucas DUl42 de 8 pouces (équipé d'un masque noir), d'un couvercle de pignon de distribution avec un bouchon à visser permettant d’accéder à l'écrou de pignon d'entraînement de la magnéto et aux bouchons de remplissage spéciaux pour les réservoirs d'essence et d'huile. Ces premiers modèles militaires M20 étaient également équipés d'une longue béquille à pointes sur le côté arrière qui pivotait grâce à l'aide d'une patte brasée sur le tube du cadre arrière. Les registres des usines montrent que BSA a exporté des modèles K-M20 en Suède, en Afrique du Sud et en Inde, ainsi que chez des concessionnaires et des distributeurs civils. 

## Bombardement d'une usine M20
Des travailleurs de BSA employés pour fabriquer le M20 furent tués lors d'un raid aérien sur l'usine BSA d'Armory Road, Small Heath, Birmingham dans la nuit du mardi 19 novembre 1940. L'usine était l'une des principales cibles de la Luftwaffe et à 21h25, un avion volant à basse altitude largua deux bombes qui détruisirent l'extrémité sud du bâtiment. Les sauveteurs comprenaient les propres pompiers de BSA qui pompèrent l'eau dans le canal de Birmingham et de Warwick pour éteindre l'incendie. En plus de 53 travailleurs tués, 89 furent blessés et il fallut six semaines avant que le dernier corps puisse être retrouvé. Une grande partie de l'usine et de l'équipement fut détruit ou endommagé, mais BSA comptant 67 usines, le travail put être transféré ailleurs et la production de la BSA M20 se poursuivie. 

## Modifications
À partir d'octobre 1939, la K-M20 fut désigné W-M20 et modifiée pour inclure les fourches girder à poutres et le retrait du garde-boue arrière en jupe. Vers la fin de 1940, certaines M20 aux spécifications civiles furent achetées par le War Office, qui étaient des modèles civils avec une peinture militaire. En 1941, les plaques d'immatriculation avant et arrière furent retirées et entre 1941 et 1942, une utilisation active en Afrique du Nord a montré la nécessité de pouvoir régler facilement les amortisseurs de fourche. Les boutons d'amortisseur spéciaux étaient en bakélite (plus tard remplacés par de l'acier embouti). Le phare DU142 fut remplacé par un plus petit Lucas DU42 de 6 pouces, avec un masque noir à capuchon et fendu, et un feu arrière universel L-WD-MCT1A fut installé. 
À partir de 1942, pour cause de pénurie de caoutchouc, les poignées de guidon et les repose-pieds furent remplacés par des éléments métalliques recouverts de toile. La production fut également normalisée avec seulement des modifications mineures jusqu'à la fin de la guerre. Au début de 1942, un nouveau grand porte-bagages arrière fut installé pour contenir les cadres et sacoches universels en acier WD (War Department). Cela nécessita de repositionner la longue béquille à l'avant de l'écrou de fusée de roue arrière. En 1943, d'autres modifications furent apportées, notamment la refonte du carter de protection et le montage du filtre à air haute capacité Vokes. Celui-ci était une boîte cylindrique placée sur le dessus du réservoir de carburant et destiné à aider les opérations dans des environnements poussiéreux. Au début de 1945, un interrupteur à bouton-poussoir fut introduit pour le phare et l'interrupteur d'éclairage principal déplacé sur un support sous le côté extérieur de la selle. 

## Versions militaires
La M20 a échoué lors de sa première soumission au War Office en 1936 en raison de «l'usure inacceptable du moteur». Le prototype de la machine nécessitait un piston et un cylindre de rechange après environ 6 000 milles. En 1937, trois autres M20 furent soumis au War Office pour test. Deux de ces machines passèrent tout juste les tests d'aptitude des 10 000 milles au Military Vehicles and Engineering Establishment (MVEE), à Chertsey, tandis qu'une troisième machine fut utilisée dans les essais de service. En 1938 un petit lot fut mis en service. Critiquée pour être lourde et lente, avec une garde au sol médiocre, la moto fut sauvée par sa fiabilité et sa facilité d'entretien. Le besoin de transport augmentant rapidement, des commandes furent passées pour de plus grandes quantités. La plupart des BSA M20 furent utilisées par la British Army, mais la Royal Navy et la Royal Air Force commandèrent également des M20 à BSA. Conçu comme une motocyclette polyvalente pour l'escorte de convois et l'utilisation pour les estafettes, la M20 a connu l'action dans presque tous les théâtres de guerre. Après la guerre, le modèle M20 continua d'être utilisé par les militaires tout au long des années 1950 pendant le service national et de façon moins importante jusqu'à la fin des années 1960. La raison était en partie son faible coût et la disponibilité des pièces de rechange, mais aussi à la suite des six années de guerre que la moto avait passé dans des conditions difficiles sans connaître de problèmes majeurs. 

## Versions civiles

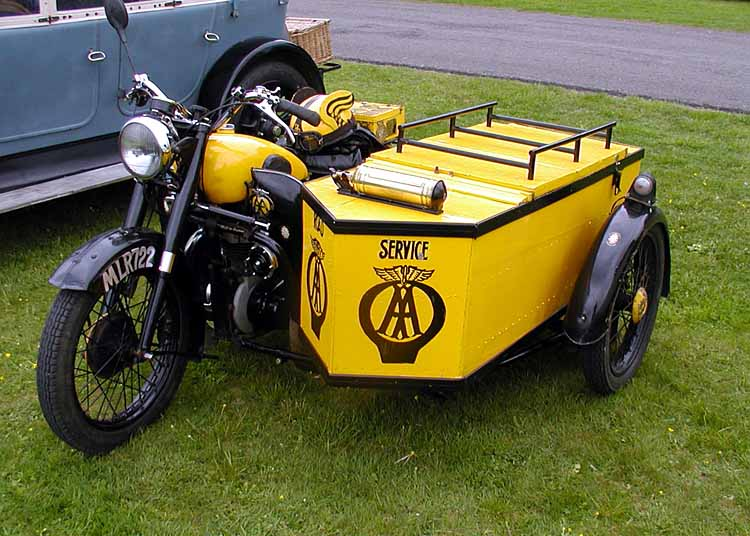
Une ancienne moto de patrouille AA BSA de 1951

La BSA M20 était un moyen fiable et abordable de transport d'après-guerre, BSA repeignit donc les modèles kaki WD en noir qui devinrent particulièrement populaires en tant que moto side-car. L'Automobile Association passa une commande importante et ces M20 jaunes et noires devinrent un spectacle familier sur les routes britanniques. Le moteur en fonte de 1945 continua à être produite jusqu'en 1951, date à laquelle une culasse en alliage fut introduite. Hormis cela elle est restée largement inchangée. Dans les années 1950 les pièces de rechange commencèrent à devenir plus difficiles à trouver et sa conception simple à être dépassée par les motos modernes bicylindres. La M20 fut donc abandonnée en 1956, mais la M21 600 cm3 a continué d'être produite jusqu'en 1963, date à laquelle elle a également été abandonnée. 

## Record de vitesse
En plus d'être minutieusement restaurée par des passionnés selon des spécifications précises en temps de guerre, la M20 a également été développé par des spécialistes pour des essais de vitesse. Une BSA M20 de 1938 pilotée par Bill Jenkins de Dallas atteint une vitesse de pointe de 108 mi/h (174 km/h) à Bonneville, ce qui en fait la M20 le plus rapide au monde. Le moteur à soupapes latérales d'origine fut largement modifié et alimenté en protoxyde d'azote. L'orifice d'admission alimenté par le carburateur, à l'origine horizontal, fut re-percé avec un angle plus fermé dans la pièce moulée du cylindre de sorte qu'il pointait vers le bas de la soupape d'admission. La moto a cependant conservé la longue béquille BSA qui pivotait sous le siège et se fixait au garde-boue arrière lorsqu'elle n'était pas utilisée — elle ressemblait donc à une M20 d'origine. En octobre 1995, une M20 équipé d'un pignon de vilebrequin BSA Gold Star et fonctionnant avec un mélange 95% méthanol / 5% acétone pilotée par Pat Jeal a atteint une vitesse finale de 112 mi/h (180 km/h) sur l'aérodrome désaffecté de la RAF d'Elvington, dans le Yorkshire. 

## Voir également
- Liste des motos des années 1930
- Liste des motos des années 1940
- Liste des motos des années 1950